# Шумадијско-војвођански дијалекат
Шумадијско-војвођански дијалект је дијалект српског језика, који припада групи млађих штокавских (новоштокавских) дијалеката. Говори се у северним областима Републике Србије, а назив је добио по простирању на подручјима Шумадије и Војводине. Обухвата средишње делове Шумадије, до Мачве и Поцерине према западу, док према северу обухвата цео Срем, већи део Бачке, као и средње и северне делове Баната. У средишту ове дијалекатске области налази се Београд, главни град Србије. Такође се говори и међу Србима у Румунији, као и међу Србима у Мађарској.

## Важније особине
- четвороакценатски систем у којем неакцентовани вокали могу долазити само после акцентованих слогова и нова деклинација, тј. промена са генитивом множине на -а и са једним обликом за датив, инструментал и локатив множине на -има/-ама.
- Некадашњи глас јат замењен је са е, уз више недоследности, па има облике мудрији, новији; нисам, ниси (а не мудреји, новеји, несам, неси); јат је дало -и и у падежним облицима као што су: жени, мени, овим, оним. Гласа х углавном нема у овом дијалекту.
- Група -ао сажима се у о: пево, чито.

Овај дијалект је ушао у основу српског књижевног језика у својој целини. Заступљена су четири акцента. Јавља се свих седам падежа. Често се јавља и сажимање самогласника (ео у о). У неким речима се јавља и уместо е (ди уместо где).
Подела овог дијалекта на субдијалекте, односно говоре, условљена је применом конкретних дијалектолошких критеријума од стране различитих истраживача. Основна подела подразумева разврставање у две групе, од којих прва обухвата шумадијске говоре, док друга обухвата војвођанске говоре.